# AP (munición)

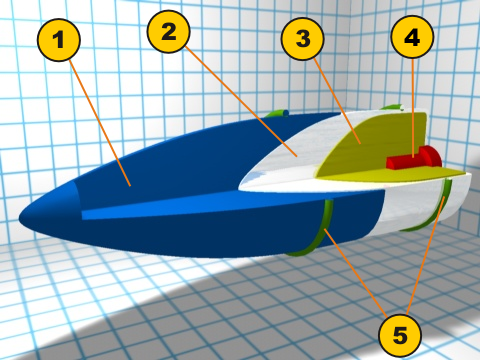
Armadura de la vaina de una APBC
1 Cubierta balística de peso ligero
2 Vaina de aleación de acero
3 Carga explosiva (TNT, Trinitrofenol, RDX, etc)
4 Detonante (configurado con retraso para que explote dentro del objetivo)
5 Rodete (frente) y banda de conducción (trasera)

La munición AP (acrónimo del inglés armour-piercing o perforador de blindaje) se refiere a un tipo de proyectil de punta dura, habitualmente para artillería y cuyo grado de perforación se basa en su energía cinética. Es decir, a mayor velocidad y calibre del proyectil, mayor grado de perforación en el blindaje del objetivo.
Algunos proyectiles especiales se fabricaban con una punta más dura hecha de una aleación de wolframio o uranio empobrecido entre otros; en ocasiones, también se combinaban con un propelente que les otorgaba mayor velocidad de salida y por lo tanto mayor poder de penetración en un impacto adecuado.
Este tipo de proyectil, por definición, no utiliza material explosivo pero puede añadírsele a su ojiva pasando a denominarse APHE, del inglés Armour Piercing High Explosive (perforador de blindaje altamente explosivo).